# تاريخ اليهود في ألبانيا

موقع ألبانيا (باللون الأخضر) في أوروبا

يعود تاريخ اليهود في ألبانيا إلى نحو 2,000 عام. وفقًا للمؤرخ أبوستول كوتاني (من كتاب ألبانيا واليهود): «ربما وصل اليهود أول مرة إلى ألبانيا مبكرًا في عام 70 م أسرى على متن السفن الرومانية التي جرفتها الأمواج إلى سواحل البلاد الجنوبية... بنى أحفاد هؤلاء الأسرى لاحقًا أول كنيس في مدينة سارنده الساحلية الجنوبية في القرن الخامس... لكن لم يُعرف إلا القليل عن المجتمع اليهودي في المنطقة حتى القرن الخامس عشر».
في بداية القرن السادس عشر، كان ثمة مستوطنات يهودية في معظم المدن الكبرى في ألبانيا مثل بيرات وإيلبصان وفلوره ودراس، وأفادت التقارير بالمثل في منطقة كوسوفو. كانت هذه العائلات اليهودية من أصل سفاردي في معظمها ومن سلالة اليهود الإسبانيين والبرتغاليين الذين نُفيوا من أيبيريا في نهاية القرن الخامس عشر. لم يشكل اليهود الألبان الحاليون، وأغلبهم من أصول سفاردية ورومانيوتية، إلا نسبة قليلة من السكان في العصر الحديث.
خلال الاحتلالين الإيطالي والألماني لألبانيا، والذين زامن حدوثهما الحرب العالمية الثانية، كانت ألبانيا البلد الوحيد في أوروبا المُحتلة من ألمانيا النازية الذي شهد زيادة في عدد السكان اليهود، وذلك لأن اليهود الألبان لم يُسلموا إلى الألمان بفضل مجموعة من القوانين الألبانية من الكانون معروفة باسم البيسا.
أثناء الحكم الديكتاتوري الشيوعي لأنور خوجة الذي سُميت الدولة في إبّانه جمهورية ألبانيا الشعبية الاشتراكية، حُظرت كل الديانات في البلاد من شهر فبراير عام 1967 وحتى عام 1990، بما فيها اليهودية، تطبيقًا لمبدأ إلحاد الدولة، وقُيدت كل المؤثرات الأجنبية أيضًا. في حقبة ما بعد الشيوعية، هُجرت هذه السياسات وسُمح بحرية الدين، رغم أن عدد ممارسي اليهودية في ألبانيا صغير جدًا اليوم، إذ قام الكثير من اليهود بالعليا (الهجرة) إلى إسرائيل.

## الفترة القديمة
يعود تاريخ التقارير الأولى عن وجود يهود يعيشون في ألبانيا إلى عام 70 م، ويُعتقد فيها أن اليهود قد وصلوا أول مرة على متن السفن إلى سواحل جنوب ألبانيا. وفقًا للمؤرخ الألباني أبوستول كوتاني، أنشأ أحفاد هؤلاء اللاجئين أول كنيس في القرن الرابع أو الخامس في مدينة أونشسموس، وهي سارنده الحالية. في هذه المدينة على ساحل البحر الأدرياتيكي، مقابل جزيرة كورفو اليونانية، جرى التنقيب عن بقايا الكنيس الذي يرجع إلى القرن الثالث أو الرابع (ووُسع في القرن الخامس أو السادس) في عامي 2003 – 2004. على ما يظهر أن علماء الآثار الألبانيين اكتشفوا البقايا في ثمانينيات القرن العشرين؛ لكن حظر الديانة الذي كانت السلطة الشيوعية تطبقه آنذاك منعهم من المتابعة في استكشاف ما كان يُعتقد بالفعل أنه موقع ديني. اقترح موضوع الفسيفساء الاستثنائية التي وُجدت في الموقع ماضيًا يهوديًا، ما أدى إلى مشروع مشترك بين علماء آثار من معهد الآثار في تيرانا ومن معهد الآثار في الجامعة العبرية في القدس. بحسب عالمي الآثار جدعون فورستر وإيهود نتزر من الجامعة العبرية في القدس: «حُددت خمس مرحلات من تاريخ الموقع. في أول مرحلتين، سبقت أرصفة فسيفسائية أنيقة (من القرن الثاني حتى الرابع)، والتي ربما كانت جزءًا من منزل خاص، الكنيس والكنيسة اللاحقين. أُضيفت في المرحلة الثالثة عدة غرف، تتضمن أكبرها رصيفًا فسيفسائيًا يمثل في منتصفه شمعدانًا يحيط به شوفار (قرن كبش) وإيتروغ (كبّاد)، وكلها رموز مرتبطة بالاحتفالات اليهودية. زينت الأرصفة الفسيفسائية بقية الغرف أيضًا. أُضيفت قاعة بازيليكية كبيرة في آخر مرحلتين من تاريخ الموقع (من القرن الخامس إلى السادس) تمثل أوج المجتمع اليهودي الأنشياسموني (أونشسموس)، الاسم القديم لسارنده.
ثمة مراجع في القرن السادس في فينوسا (في إيطاليا) تذكر قدوم يهود إليها من أونشسموس، والتي كانت تُدعى أنشياسموس أيضًا. حلّت كنيسة مسيحية محل الكنيس في أونشسموس في القرن السادس.

## الفترة القروسطية والعثمانية
في القرن الثاني عشر، زار بنيامين التطيلي المنطقة ودوّن أن كان فيها يهودًا.
في القرن الثالث عشر، وُجد مجتمع يهودي في دراس وكانوا يعملون في تجارة الملح. في عام 1426 في فلوره، دعم العثمانيون توطين مجتمع يهودي منخرط في نشاطات تجارية. اختبر المجتمع الفلوري نموًا سكانيًا في العقود التالية نتيجة هجرة اليهود من كورفو والأراضي التي تحكمها البندقية ونابولي وفرنسا وشبه الجزيرة الأيبيرية. وطنت الدولة العثمانية المنفيين من اليهود في فلوره نحو الجزء الأخير من القرن الخامس عشر عقب طردهم ووصولهم من إسبانيا. أدى الطرد الإسباني أيضًا إلى تشكيل مجتمع يهودي في بيرات العثمانية ضمّ 25 عائلة في عامي 1519 - 1520.
بعد ترسيخ الحكم العثماني في عام 1501، شهد المجتمع اليهودي في دراس نموًا سكانيًا، مثلما حدث في إيلبصان وليجه. سجلت إحصاءات السكان العثمانية لعامي 1506 و1520 عدد السكان اليهود على أنه 528 عائلة ونحو 2,600 فرد في فلوره. كان يهود فلوره يعملون بالتجارة وكانت المدينة تستورد سلعًا من أوروبا وتصدّر البهارات والجلد والأنسجة القطنية والمخمل والمقصب والمخير من مدينتي إسطنبول وبورصة العثمانيتين.
عادة ما كان اليهود يتجنبون الاستيطان في مدينة إشقودرة على عكس أي مكان آخر في ألبانيا، إذ شعروا أنها منطقة توترات دينية «تعصبيّة»، وأن الحكام المحليين لم يكونوا ليمنحوهم نفس الحقوق التي كان اليهود يتمتعون بها في بقية الإمبراطورية.
يُعتقد أن بداية المجتمع اليهودي في إيلبصان كانت في عام 1501، لكن عندما زار أوليا جلبي المدينة ذكر أنه لم يكن فيها يهودًا ولا «فرنجة أو أرمن أو صرب أو بلغار»؛ ويُجادل إدموند مالاج في أن جلبي كان ببساطة غير عارف بوجود الحي اليهودي المحلي في المدينة، والذي كان له سوقه اليهودي الخاص.
بعد معركة ليبانت (1571) وتدهور الأمن على طول السواحل الأدرياتية والأيونية الخاضعة للسيطرة العثمانية، تناقص عدد اليهود داخل فلوره. لعب المجتمعان اليهوديان في بيرات وفلوره دورًا فعالًا في مصلحة بقية اليهود مثل تمكنهم من إطلاق سراح أسرى الحرب الموجودين في دراس في عام 1596.
في عام 1673، نفى السلطانُ النبيَ اليهودي المؤثر شبتاي تسفي إلى ميناء أولكين الألباني، والذي يُدعى أيضًا أولسيني، الموجود حاليًا في الجبل الأسود، ليموت هناك بعد ثلاث سنوات. وُجد أتباع شبتاي تسفي في بيرات بين اليهود خلال منتصف القرن السادس عشر. أنعش المجتمع اليهودي اليانينيّ المجتمعات اليهودية في كافايه وهيمارا وديلفينه وفلوره وإيلبصان وبيرات في القرن التاسع عشر

## 1900 – 1939
خلال الثورات القومية الألبانية في عام 1911، اتهم المسؤولون العثمانيون المجتمع اليهودي بالتواطؤ مع المتمردين القوميين الألبان وحمايتهم.
كانت فلوره موقع الكنيس الوحيد في ألبانيا إلى أن دُمّر في الحرب العالمية الأولى.
وفقًا لإحصائية السكان الألبانية لعام 1930، لم يكن مسجلًا في ألبانيا إلا 204 يهودي آنذاك. اعتُرف بالمجتمع اليهودي رسميًا في الثاني من أبريل 1937، عندما كان هذا المجتمع مؤلفًا من 300 عضوًا. مع نشوء ألمانيا النازية، لجأ عدد من اليهود الألمان والنمساويين إلى ألبانيا. ومع ذلك، استمرت السفارة الألبانية في عام 1938 بمنح تأشيرات لليهود، في وقت لم تكن أي دولة أوروبية أخرى مستعدة لاستقبالهم فيه. طلب واحد من كبار علماء الألبانية اسمه نوربرت جوكل الجنسية الألبانية، ومُنحت له مباشرة؛ لكن هذا لم ينقذه من مخيمات الاعتقال.